# Heroes of Might and Magic IV
Heroes of Might and Magic IV, abreviado HoMM4, es un videojuego desarrollado por Gus Smedstad a través de New World Computing y publicado por 3DO Company. Fue creado en 2002 para ordenadores personales con Microsoft Windows y lanzado el 28 de marzo de ese mismo año. Ambientado en un mundo imaginario de fantasía, se enmarca en el género de estrategia por turnos y contiene diversos elementos de rol. Se trata de la cuarta entrega de la serie Heroes of Might and Magic. Puede ser jugado en monojugador o en multijugador. La versión original está en inglés, pero el juego está traducido al español. 
La entrega presenta notables diferencias con respecto a sus tres predecesoras. En ella se utilizó un nuevo motor gráfico de perspectiva isométrica, gracias al cual los personajes y elementos del mundo del juego lucen como modelos tridimensionales. No obstante, los gráficos del juego mantuvieron la bidimensionalidad, característica que cambiaría a partir de la quinta parte (HoMM5).

## Dinámica fundamental
Las partidas se desarrollan en mapas fantásticos, en los que se distribuyen castillos, minas, otros edificios y estructuras, elementos naturales, recursos... En tales escenarios se desencadena la rivalidad entre distintos jugadores, que pueden apropiarse de las edificaciones y recursos, así como arrebatárselos al enemigo, contribuyendo a su debilitación progresiva. Este enfrentamiento se desarrolla por turnos, en los que los jugadores poseen una capacidad de acción limitada.
El objetivo del juego es, en la inmensa mayoría de los escenarios, conquistar todos los castillos enemigos. Para ello, es necesario poseer un ejército fuerte; lo que se consigue reclutando tropas, principalmente en los castillos propios, y mejorando las habilidades de los héroes. Como es lógico, la realización de estas acciones conlleva gastar recursos, que se consiguen tanto en las minas como en pequeñas cantidades repartidas por el escenario y generalmente escoltadas por tropas neutrales. Paralelamente, los héroes pueden aprender nuevas habilidades y fortalecerse tanto en las ciudades como en ciertas estructuras ubicadas en el mapa. Todo ello perseguirá un mismo objetivo: lograr superioridad con respecto al enemigo, derrotarle en el campo de batalla y, sobre todo, conquistar sus castillos.

## Jugabilidad
Facciones
Las facciones son las partes enfrentadas en las partidas. Hay 6 distintas, cada una con su propio tipo de construcciones, criaturas, héroes y magia: poder, orden, vida, naturaleza, caos y muerte. Todos los héroes, criaturas, castillos y hechizos se enmarcan en una u otra facción.
Una característica destacable de las facciones es la asociación de las mismas. Cada facción está asociada con otras dos, salvo la de Poder, que se asocia con todas. Esto significa que en cada castillo es posible edificar escuelas de magia de las facciones asociadas a él, exceptuando el de Poder.
También se pueden contratar héroes de las facciones asociadas, a un precio un poco mayor. En el castillo de poder es posible contratar héroes de cualquier facción, sin restricciones. Esto también puede hacerse desde las tabernas repartidas por el mapa de aventuras.
Las asociaciones entre facciones son:
- Orden: asociada con vida y muerte.
- Vida: asociada con orden y naturaleza.
- Naturaleza: asociada con vida y caos.
- Caos: asociada con naturaleza y muerte.
- Muerte: asociada con caos y orden.
- Poder: asociada con todas y con ninguna.

Héroes
A diferencia de los juegos anteriores, en HoMM4 los héroes aparecen en el campo de batalla con sus tropas, convirtiéndose en figuras fundamentales en el combate. Pueden atacar y ser atacados. Si un héroe muere en combate, debe ser llevado a una ciudad amiga o a un santuario para revivirlo. Es posible tener ejércitos con más de un héroe, o sin ningún héroe; aunque los ejércitos sin un héroe son incapaces de realizar ciertas tareas, como capturar ciudades o estructuras enemigas.
El sistema de habilidades también se sometió a una revisión significativa con respecto a HoMM3. En la cuarta parte, los héroes de una clase determinada comienzan con las mismas habilidades. Además, el jugador tiene mucho más control sobre el desarrollo del héroe que en los juegos anteriores de la serie, y estos "evolucionan" en más de 40 clases especializadas diferentes. Un héroe puede seleccionar hasta cinco de las nueve habilidades primarias disponibles, y cada habilidad primaria pone a disposición tres habilidades secundarias. Cada una de estas 36 habilidades tiene cinco niveles de progresión (principiante, avanzado, experto, maestro y gran maestro), lo que constituye otra notable diferencia con respecto a los tres niveles de las entregas anteriores. A medida que las vaya adquiriendo, el héroe va incrementando su nivel.
Las habilidades principales de los héroes se recogen a continuación:
| Habilidad               | Básico | Avanzado | Experto | Maestro                                                  | Gran maestro                                             |
| Táctica                 | Aumenta +1 la velocidad y +2 la movimiento. También te permite aprender ofensiva avanzada, liderazgo avanzado y defensa avanzada.. | Aumenta +2 la velocidad y +3 la movimiento. También te permite aprender ofensiva maestra, liderazgo maestro y defensa maestra. | Aumenta +3 la velocidad y +4 la movimiento. También te permite aprender ofensiva de gran maestro, liderazgo de gran maestro y defensa de gran maestro. | Aumenta +4 la velocidad y +5 la movimiento               | Aumenta +5 la velocidad y +6 la movimiento.              |
|                         | Aumenta +1 la velocidad y +2 la movimiento. También te permite aprender ofensiva avanzada, liderazgo avanzado y defensa avanzada.. | Aumenta +2 la velocidad y +3 la movimiento. También te permite aprender ofensiva maestra, liderazgo maestro y defensa maestra. | Aumenta +3 la velocidad y +4 la movimiento. También te permite aprender ofensiva de gran maestro, liderazgo de gran maestro y defensa de gran maestro. | Aumenta +4 la velocidad y +5 la movimiento               | Aumenta +5 la velocidad y +6 la movimiento.              |
| Habilidades secundarias | | | |                                                          |                                                          |
| Defensa                 | Aumenta la defensa cuerpo a cuerpo y a distancia en 10%. Es necesaria para aprender táctica experta.                               | Aumenta en 20% la defensa cuerpo a cuerpo. Es necesaria para aprender táctica maestra.                                         | Aumenta en 30% la defensa cuerpo a cuerpo y a distancia. Es necesaria para aprender táctica de gran maestro.                                           | Aumenta en 40% la defensa cuerpo a cuerpo y a distancia. | Aumenta en 50% la defensa cuerpo a cuerpo y a distancia. |
|                         | Aumenta la defensa cuerpo a cuerpo y a distancia en 10%. Es necesaria para aprender táctica experta.                               | Aumenta en 20% la defensa cuerpo a cuerpo. Es necesaria para aprender táctica maestra.                                         | Aumenta en 30% la defensa cuerpo a cuerpo y a distancia. Es necesaria para aprender táctica de gran maestro.                                           | Aumenta en 40% la defensa cuerpo a cuerpo y a distancia. | Aumenta en 50% la defensa cuerpo a cuerpo y a distancia. |
| Ofensiva                | Aumenta el ataque un +10% cuerpo a cuerpo y a distancia. Es necesaria para aprender táctica experta.                               | Aumenta el ataque un +20% cuerpo a cuerpo y a distancia. Es necesaria para aprender táctica maestra.                           | Aumenta el ataque un +30% cuerpo a cuerpo y a distancia. Es necesaria para aprender táctica de gran maestro.                                           | Aumenta el ataque un +40% cuerpo a cuerpo y a distancia. | Aumenta el ataque un +50% cuerpo a cuerpo y a distancia. |
|                         | Aumenta el ataque un +10% cuerpo a cuerpo y a distancia. Es necesaria para aprender táctica experta.                               | Aumenta el ataque un +20% cuerpo a cuerpo y a distancia. Es necesaria para aprender táctica maestra.                           | Aumenta el ataque un +30% cuerpo a cuerpo y a distancia. Es necesaria para aprender táctica de gran maestro.                                           | Aumenta el ataque un +40% cuerpo a cuerpo y a distancia. | Aumenta el ataque un +50% cuerpo a cuerpo y a distancia. |
| Liderazgo               | Aumenta +1 la moral y +1 la suerte.                                                                                                | Aumenta +2 la moral y +2 la suerte.                                                                                            | Aumenta +3 la moral y +3 la suerte. | Aumenta +4 la moral y +4 la suerte.                      | Aumenta +5 la moral y +5 la suerte.                      |

Criaturas
Las criaturas son, junto a los héroes, las unidades de combate básicas que participan en las batallas. Existe una enorme variedad de ellas, habiendo más de 60 tipos. La mayoría están inspiradas en seres mitológicos, legendarios y fantásticos (hay duendes, elfos, cíclopes, unicornios, sirenas y diversos tipos de dragones). A diferencia de las entregas anteriores, las unidades de tropas ya no pueden ser mejoradas, y se agrupan en cuatro rangos de unidades, en vez de siete. Los distintos tipos de castillos permiten reclutar criaturas diferentes a cambio de recursos desde determinados edificios internos denominados viviendas (conocidas en inglés como dwellings). Más allá del primer rango de dwellings, la construcción de una vivienda excluye la otra, planteando diversas disyuntivas. Las viviendas acumulan nuevas criaturas diariamente; pero evidentemente estas necesitan ser reclutadas para pasar a formar parte del ejército.
Las criaturas que se pueden reclutar en los castillos son las siguientes:
|                            | Caos                     | Muerte                         | Naturaleza                | Orden                      | Poder                      | Vida                    |
| -------------------------- | ------------------------ | ------------------------------ | ------------------------- | -------------------------- | -------------------------- | ----------------------- |
| Criaturas de primer nivel  | Ladrones y orcos         | Esqueletos y diablillos        | Duendes y lobos           | Enanos y medianos          | Berserkers y centauros     | Escuderos y ballesteros |
| Criaturas de segundo nivel | Medusas y minotauros     | Fantasmas y cerberos           | Elfos y tigres blancos    | Magos y gólems de oro      | Nómadas y arpías           | Balistas y piqueros     |
| Criaturas de tercer nivel  | Ifritis y pasadillas     | Vampiros y engendros venenosos | Unicornios y grifos       | Genios y nagas             | Cíclopes y ogros magos     | Monjes y cruzados       |
| Criaturas de cuarto nivel  | Hidras y dragones negros | Diablos y dragones de hueso    | Fénix y dragones feéricos | Titanes y gólems de dragón | Aves de trueno y beemonths | Ángeles y campeones     |
| Referencias                | [ 4 ]                    | [ 7 ]                          | [ 5 ]                     | [ 8 ]                      | [ 6 ]                      | [ 9 ]                   |

Combate
Los combates funcionan por turnos y se desarrollan en un escenario cuadriculado de vista fija. La cuadrícula de batalla tradicional basada en hexágonos de las entregas anteriores fue convertida en otra compuesta por cuadrados de mucha mayor resolución. Los ataques pueden realizarse cuerpo a cuerpo, a distancia o por medio de hechizos. Las represalias se realizan simultáneamente al ataque, y las unidades a distancia tienen la capacidad de tomar represalias contra los ataques de la misma naturaleza. Las ofensivas con proyectiles y los hechizos requieren una línea de visión directa hacia el objetivo hacia el que van dirigidas.
Existe la posibilidad de rendirse en mitad del combate a condición de perder todo el ejército exceptuando el héroe, así como de regresar con todas las unidades a un castillo amigo a cambio de una determinada tasa de oro que varía en función de la fuerza del ejército.
Cabe destacar también que el juego ofrece la posibilidad del combate automático, por la que la IA dirige todas las unidades enfrentadas. A su vez, HoMM4 incluye el combate rápido y la opción del permiso de escape en casos en los que el ejército propio sea claramente superior al ajeno. En el caso del combate rápido, la IA resuelve el enfrentamiento en instantes, mostrando únicamente las bajas sufridas en ambos ejércitos. En el otro caso, el juego permite dejar escapar al enemigo, evitando entrar en combate.
Mapa de aventuras
De temática fantástica, los mapas están repletos de castillos, minas, otros edificios y estructuras, elementos naturales, recursos... Pueden ser de diferentes tamaños (S, L, M, XL) y algunos incorporan un inframundo. 
Cada unidad de tropa individual posee capacidad de movimiento en el mapa. Sin embargo, las tropas ya no pueden ser "transportadas" de héroe en héroe para mover un ejército grandes distancias en un solo turno. La logística se restringió al eliminar o debilitar los hechizos de viaje. Esto, a su vez, se vio parcialmente compensado por la eliminación de la necesidad de volver a visitar las estructuras de producción de recursos cada semana y la introducción de caravanas, que pueden transportar héroes de forma rápida y segura y reclutar tropas de forma remota desde viviendas externas.
Al inicio de la partida, el jugador solo conoce una pequeña parte del mapa, por lo que ha de ir explorándolo para descubrir la ubicación del enemigo y de sus propiedades. Existe incluso una habilidad del héroe en relación con esta actividad (exploración).

## Historia
Tras los eventos de Heroes Chronicles: The Sword of Frost, Gelu, el líder de la Guardia del Bosque de AvLee y portador de Armageddon's Blade, ataca a Kilgor, el Rey Bárbaro de Krewlod, en un intento de reclamar y destruir la Espada de Frost. Como predijo una profecía, cuando Armageddon's Blade y Sword of Frost chocan en la batalla, el resultado es una explosión masiva (conocida como Reckoning), que destruye el mundo de Enroth. Muchos de los habitantes del planeta, sin embargo, escapan a través de misteriosos portales aparecidos durante el Reckoning que los llevan a otro mundo, llamado Axeoth, también escenario de Heroes of Might and Magic IX.
Entre los refugiados se incluyen muchos de los héroes de entregas anteriores de la serie, y muchos regresan a sus viejas costumbres poco después de llegar a su nuevo hogar. La historia de Heroes of Might y Magic IV se desarrolla principalmente a través de las seis campañas del juego, cada una de las cuales establece cómo se forjaron los principales reinos de uno de los continentes de Axeoth a raíz del Reckoning y la llegada de los refugiados de Enroth a Axeoth. Cada una de las campañas se centra en un líder de facción y cuenta la historia de cómo ese líder llegó a la prominencia. A diferencia de Heroes of Might y Magic III, se puede acceder a las seis campañas desde el principio y cada una se desarrolla como una historia independiente:
- En la campaña The True Blade (en español, La espada verdadera), Lysander, un caballero leal que estuvo al servicio de la reina Catalina Puño de Hierro, gobierna el naciente reino de Palaedra, habitado principalmente por refugiados del reino de Enroth. Su mando, sin embargo, es desafiado por un usurpador llamado Sir Worton, quien afirma ser el único heredero sobreviviente de la dinastía Gryphonheart. Muchos de los generales de Lysander se sienten atraídos por Worton, lo que obliga al señor a denunciar a Worton como un fraude o perder el control de su reino.[10]
- Al comienzo de la campaña Glory of Days Past (en español, La gloria de los días pasados), Waerjak, un cacique bárbaro, se desespera por los cambios que se han producido en la comunidad bárbara. A raíz de la muerte de Kilgor, su gente se ha sumido en una lucha entre las distintas facciones y está en peligro de desaparecer. Con la intención de devolver el reino bárbaro a su estado más pacífico antes de la ascensión de Kilgor, Waerjak se propone demostrar su fuerza y someter a sus rivales, guiado por su mentor, Tarnum (anteriormente protagonista de la serie Heroes Chronicles).[10]
- La campaña The Price of Peace (en español, El precio de la paz) cuenta la historia de Emilia Nighthaven, la hija campesina de un soplador de vidrio de Enroth. En Axeoth, sin embargo, se encuentra tomando el mando de una comunidad de refugiados asustados. El éxito de Emilia, sin embargo, atrae la atención de Gavin Magnus, el Rey Inmortal de Bracada de Heroes of Might and Magic III y Might and Magic VII, y su sirviente genio, Solmyr, que buscan evitar que Axeoth corra el mismo destino que Enroth (es decir, la destrucción total), privando mágicamente a toda su población de su libre albedrío.[10]
- En la campaña Preserve (en español, Preservar) destacan los personajes de Elwin y Shaera. El primero es un simple elfo del reino de Aranorn (poblado principalmente por sobrevivientes de AvLee) que está enamorado de Shaera. Su romance se ve amenazado por Lord Harke, un poderoso rival por el amor de Shaera. La búsqueda continua de Elwin de su amada sumerge a la región en una terrible guerra. Quien resulte vencedor no solo ganará la mano de Shaera en matrimonio, sino también el trono de Aranorn.[10]
- Half-Dead (en español, Semimuerto) relata la historia de Gauldoth Half-Dead, víctima de un hechizo nigromántico lanzado para salvar su vida que salió terriblemente mal. Cansado de vivir de los restos de comida que roba a los aldeanos temerosos, Gauldoth une las fuerzas de los nigromantes supervivientes y los kreegans demoníacos de los antiguos reinos de Deyja y Eeofol de Enroth en Nekross, un reino poderoso y temido, pero se ve obligado a actuar como un protector tanto para los vivos como para los muertos cuando llega un ser poderoso de otra dimensión con planes para acabar con toda la vida en el universo.[10]
- A Pirate's Daughter (en español, Una hija de pirata) presenta a la única hija de un famoso pirata, Tawni Balfour, quien hereda el barco y la tripulación de su padre tras su desafortunada muerte. Navegando por las costas del Mar Dorado, luchando contra temidos bucaneros, monstruos marinos y sirenas, Tawni pretende reclamar el manto de su padre como el capitán pirata más temido de Axeoth, todo mientras se enfrenta a su propio pasado sombrío.[10]

## Recepción
Ventas
En el mercado alemán, Heroes of Might and Magic IV debutó en el puesto número 5 en la lista de ventas de juegos de computadora de Media Control para abril de 2002. Subió al cuarto lugar en su segundo mes, antes de caer al 12 y 19 en junio y julio, respectivamente.
Crítica
El agregador de críticos Metacritic determinó que, en general, los críticos calificaron el juego como notablemente bueno, con una puntuación ponderada de 84 sobre 100. GameSpot lo expresó así: "Héroes IV es claramente un digno sucesor de la serie y claramente ha valido la pena la espera", elogiando a New World Computing por "ser capaz de incorporar tantas características nuevas e interesantes en esta secuela mientras se asegura de que se mantenga todo los elementos centrales que hicieron que todos los juegos anteriores fueran tan geniales ". PC Gameworld fue un poco menos favorable, mencionando: "La chispa podría estar ahí, pero no arde tan brillante como en el pasado". Las expansiones fueron algo peor recibidas por los revisores profesionales, con puntuaciones de 64 sobre 100 para The Gathering Storm y 58 sobre 100 para Winds of War.
La opinión de los fans se mantuvo, generalmente, en la crítica positiva hacia el juego. Sin embargo, algunos de ellos no se tomaron tan bien los numerosos cambios que se habían introducido con respecto a las entregas anteriores. No obstante, la música es considerada por la comunidad fan como la mejor de la saga.
Heroes of Might and Magic IV fue nominado al premio "Mejor juego de estrategia para PC" de The Electric Playground en 2002; pero perdió ante Warcraft III: Reign of Chaos.

## Packs de expansión
Se lanzaron dos paquetes de expansión para Heroes IV: Heroes of Might y Magic IV: The Gathering Storm (2002) y Heroes of Might y Magic IV: Winds of War (2003), ambos solo para Microsoft Windows.
The Gathering Storm ofrece seis campañas y más de 20 mapas nuevos, 16 artefactos adicionales, cuatro nuevas criaturas, así como una actualización multijugador. Cada una de las primeras cinco campañas presenta un nuevo héroe especializado. El pack también cuenta con un editor mejorado, que permite acceso completo a nuevos héroes, objetos de aventura, artefactos y criaturas. También se incluye una nueva banda sonora.
Por su parte, Winds of War presenta tres nuevas criaturas y seis nuevas campañas, que en conjunto cuentan la historia de la invasión del reino de Channon por parte de los líderes de sus cinco reinos vecinos. Este pack fue la última entrega de toda la serie Heroes of Might and Magic que desarrollará New World Computing. Posteriormente, la quiebra de 3DO Company llevó a la venta de la franquicia Might and Magic a Ubisoft por $ 1.3 millones.